# Mauritia mappa
Mauritia mappa, tên tiếng Anh: map cowrie, là một loài ốc biển, là động vật thân mềm chân bụng sống ở biển trong họ Cypraeidae, họ ốc sứ